# Бахреин на Летњим олимпијским играма 2024.
Бахреин је учествовао на Летњим олимпијским играма 2024. у Паризу од 26. јула до 11. августа 2024. Ово је једанаести узастопни наступ нације на Летњим олимпијским играма.

## Освајачи медаља
| Медаља | Олимпијац       | Спорт         | Дисциплина                |
| ------ | --------------- | ------------- | ------------------------- |
| Злато  | Винфред Јави    | Атлетика      | Жене, 3000 м с препрекама |
| Злато  | Ахмед Тажудинов | Рвање         | Мушкарци −97 кг           |
| Сребро | Салва Ејд Насер | Атлетика      | Жене 400 м                |
| Бронза | Гор Минасјан    | Дизање тегова | Мушкарци +102 кг          |

## Учесници по спортовима
| Спорт         | Мушкарци | Жене | Укупно |
| ------------- | -------- | ---- | ------ |
| Атлетика      | 1        | 6    | 7      |
| Дизање тегова | 2        | 0    | 2      |
| Пливање       | 1        | 1    | 2      |
| Рвање         | 1        | 0    | 1      |
| Џудо          | 1        | 0    | 1      |
| 5 спорта      | 6        | 7    | 13     |